# Robert Barry Cutler
Pour les articles homonymes, voir Cutler.
Robert Barry Cutler (1810-1882) est un employé des finances et un homme politique canadien du Nouveau-Brunswick.

## Biographie
Robert Barry Cutler naît le 11 août 1810 à Westmorland, au Nouveau-Brunswick. Il occupe divers emplois, dont celui de payeur pour le Chemin de fer Intercolonial, et décide parallèlement de se lancer en politique.
Il se présente dans la circonscription de Kent aux premières élections fédérales canadiennes en 1867, mais il est battu par l'Acadien Auguste Renaud. Il tente à nouveau sa chance et est cette fois élu le 12 octobre 1872 sous l'étiquette libérale, mais il est à nouveau battu aux élections suivantes en 1878. Par la suite, il devient député provincial du Comté de Kent à l'Assemblée législative du Nouveau-Brunswick de 1850 à 1856.
Cutler est mort le 3 avril 1882 à Cap-Pelé.